# The Hoosiers
I  The Hoosiers (già noti come The Hoosier Complex) sono una band indie pop anglo-svedese.

## Storia del gruppo
I membri sono Irwin Sparkes (voce e chitarra), Martin Skarendahl (basso) e Alfonso "Alan" Sharland (batteria).
Il loro singolo Worried About Ray (2007) ha raggiunto la sedicesima posizione nella Top singoli inglese nella sezione download; è balzato alla numero cinque includendo la sezione per i Cd venduti. Più tardi il loro singolo Goodbye Mr A è arrivato alla quarta posizione.
Passando per Exeter, Reading e Stoccolma la band si è proposta di creare un nuovo sound da loro chiamato "odd pop", un sound che combina molti generi musicali al suo interno. La band cita di aver avuto esperienze musicali da gruppi come The Cure, Jeff Buckley, The Flaming Lips ed XTC. Il loro singolo Goodbye Mr A è stata una delle colonne sonore del videogioco FIFA 08.
Nell'ottobre 2007 hanno pubblicato il primo disco The Trick to Life, che ha raggiunto la prima posizione della classifica britannica Official Albums Chart e che è stato certificato doppio disco di platino dalla British Phonographic Industry.
Anticipato dal singolo Choices, nell'agosto 2010 è stato pubblicato il secondo album The Illusion of Safety (RCA).
Nell'aprile 2011 il gruppo ha ripubblicato lo stesso album con il titolo Bumpy Ride e con l'aggiunta di tre nuove tracce, tra cui una cover dei Soft Cell.
Nell'aprile 2014 è uscito The News from Nowhere.

## Discografia

### Album
- 2007 - The Trick to Life
- 2010 - The Illusion of Safety
- 2011 - Bumpy Ride (riedizione di The Illusion of Safety con tracce aggiuntive)
- 2014 - The News from Nowhere
- 2015 - The Secret Service
- 2023 - Confidence

### Singoli
- 2007 Goodbye Mr A
- 2007 Worried about Ray
- Cops and Robbers
- Run Rabbit Run
- Choices
- Bumpy Ride
- Somewhere in the Distance